# شيري أورتنير
شيري بيث أورتنر (مولودة في 19 سبتمبر 1941) هي عالمة أنثروبولوجيا ثقافية أمريكية وتشغل منصب أستاذة متميزة في علم الأنثروبولوجيا في جامعة كاليفورنيا، لوس أنجلوس (UCLA) منذ عام 2004.

## السيرة الذاتية
ترعرعت أورتنر في نيوآرك، نيوجيرسي، وحضرت مدرسة ويكواهيك الثانوية. حصلت على شهادة البكالوريوس من كلية برين ماور في عام 1962. ثم درست علم الأنثروبولوجيا في جامعة شيكاغو مع كليفورد جيرتز وحصلت على درجة الدكتوراه في علم الأنثروبولوجيا في عام 1970 بناءً على بحثها الميداني بين الشيربا في نيبال. لقد عملت كمحاضرة في كلية سارة لورانس، وجامعة ميشيغان، وجامعة كاليفورنيا، بيركلي، وجامعة كولومبيا، وجامعة كاليفورنيا، لوس أنجلوس. قامت بأبحاث ميدانية واسعة مع الشيربا في نيبال، حول الدين والسياسة ومشاركة الشيربا في تسلق جبال الهيمالايا. حصلت كتابها النهائي حول الشيربا، "الحياة والموت على جبل إيفرست"، على جائزة جاي إي. ستالي لأفضل كتاب في علم الأنثروبولوجيا لعام 2004.
في أوائل العقد 1990، قامت أورتنر بتغيير تركيز بحثها إلى الولايات المتحدة. كان مشروعها الأول يتناول معاني وعمل "الطبقة" في الولايات المتحدة، حيث استخدمت فصل تخرجها من المدرسة الثانوية كموضوع إثنوغرافي. كتابها الأخير يتعلق بالعلاقة بين أفلام هوليوود والثقافة الأمريكية. تنشر أيضًا بانتظام في مجالات النظرية الثقافية والنظرية النسوية.
حصلت شيري أورتنر على منحة ماك آرثر "العبقرية" في عام 1990. في عام 1992، تم انتخابها زميلة في الأكاديمية الأمريكية للفنون والعلوم. تمنحت ميدالية ريتزيوس من الجمعية السويدية لعلم الأنثروبولوجيا والجغرافيا.
سبق لأورتنر أن كانت متزوجة من روبرت بول، عالم أنثروبولوجيا ثقافية الآن في جامعة إموري، ومن ريموند سي. كيلي، أستاذ علم الأنثروبولوجيا المتقاعد في جامعة ميشيغان. حاليًا، متزوجة من تيموثي دي. تايلور، أستاذ علم الإثنوموسيقولوجيا وعلم الموسيقى في جامعة كاليفورنيا، لوس أنجلوس (UCLA).

## الأسس النظرية
أورتنر هي من أبرز المؤيدين لنظرية البحث بالممارسة. فهي لا تركز على استنساخ المجتمع ولكنها تركز على فكرة "الألعاب الجادة"، وعلى المقاومة والتحول داخل المجتمع. قامت بتشكيل أفكارها أثناء عملها مع الشيربا. إنها تهتم بالقيود السائدة للفهم الثقافي داخل الثقافات، وهي تعارض فكرة أن الثقافة تتمثل في المجرد من الاستنساخ. يلعب الممثلون بمهارة في لعبة الحياة مع السلطة والتفاوت. إذ ترى البنية الاجتماعية على أنها نوع من ساحة الرياضة، حيث يلعبون لعبة الحياة في الميدان، وتحدد القواعد من قبل بنية المجتمع. ولكن المرء هو وكيل حر، ولا يلزمه اتباع القواعد. يمكن للشخص كسر قواعد الحياة. وهذا يؤدي إما إلى أن يتم سحبه أو يؤدي إلى تغيير القواعد والحدود بفعل هذا العمل. تركز أورتنر على قضايا المقاومة والتحول.